# Liste von pfälzischen Revolutionären 1848/49

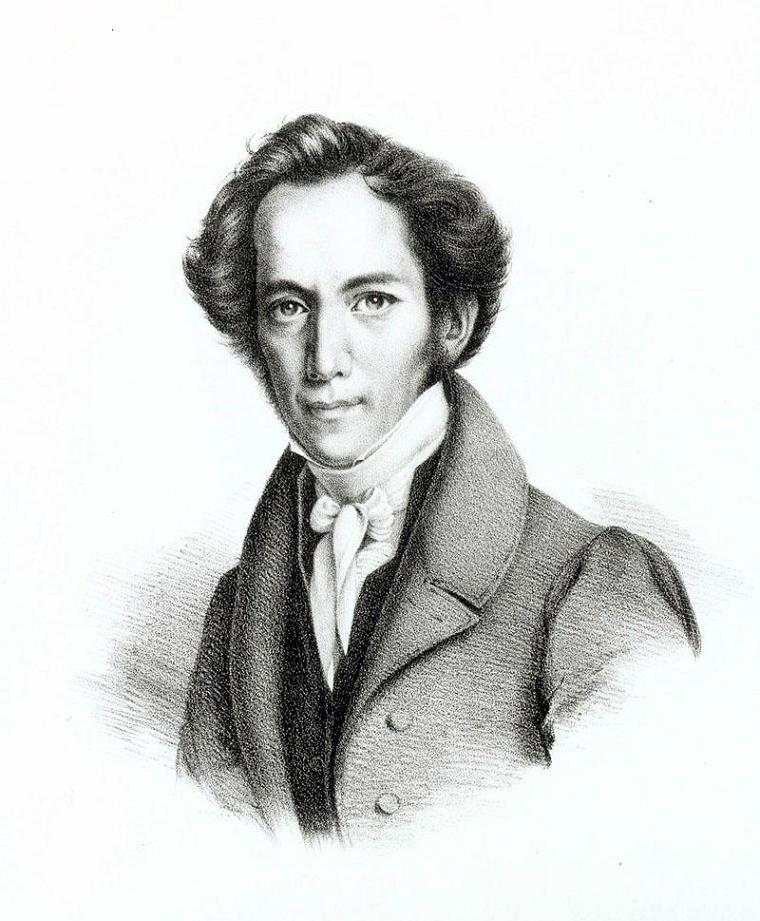
Friedrich Schüler

Die Liste von pfälzischen Revolutionären 1848/49 enthält eine Auswahl von Pfälzern und Auswärtigen. Sie waren in der bayerischen Pfalz im Vormärz oder auch im Pfälzischen Aufstand 1849 revolutionär oder politisch tätig.
Sie ist Gegenstand von Ergänzungen.

## Personen im Vormärz
Am 5. März 1848 nahmen an der Heidelberger Versammlung der 51 teil:
- Friedrich Justus Willich, Siebenerausschuss
- Georg Jacob Stockinger

## Mitglieder der Frankfurter Nationalversammlung

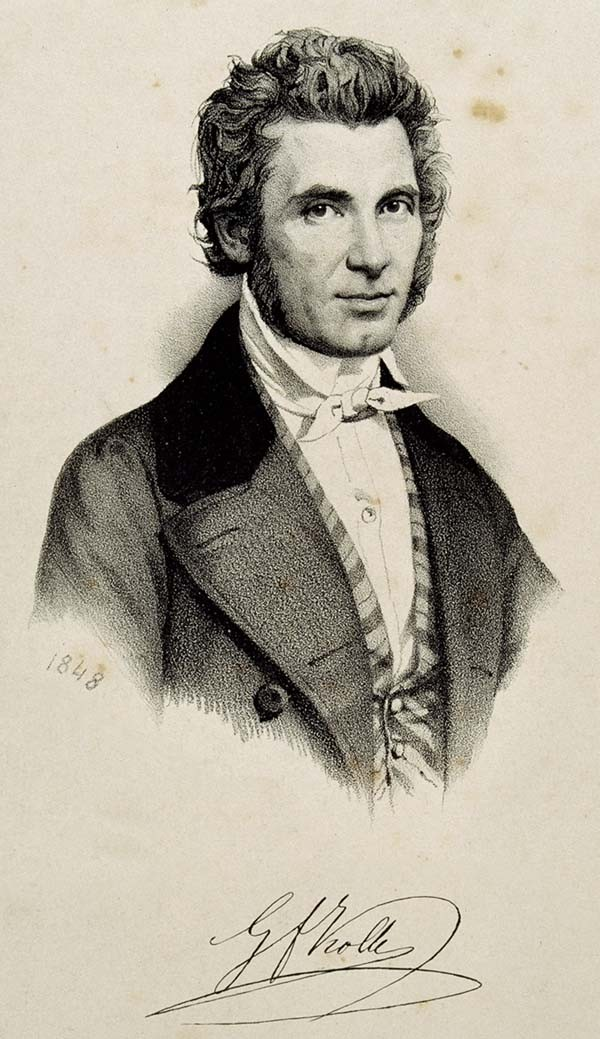
Georg Friedrich Kolb

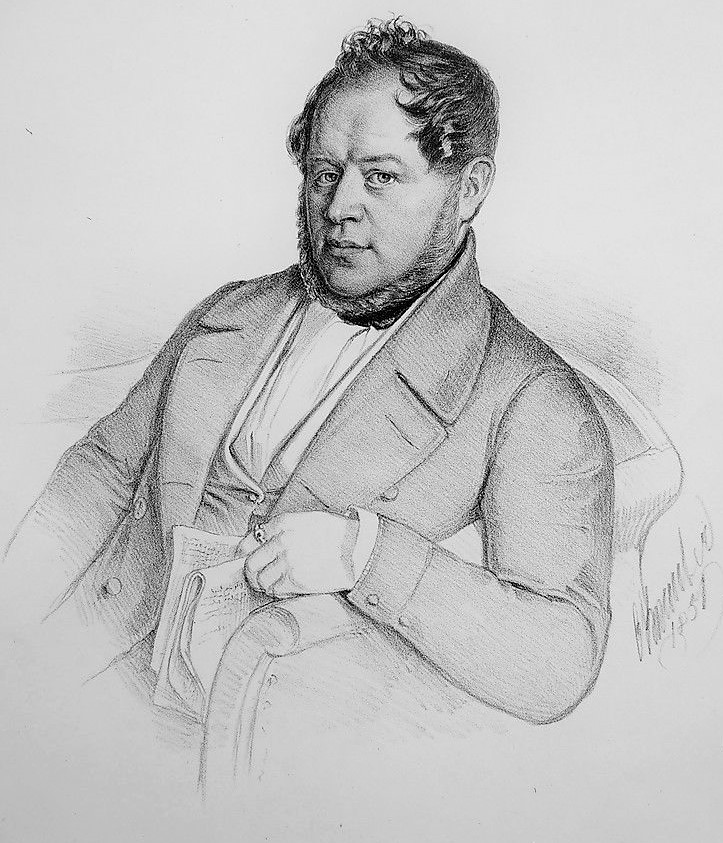
Philipp Tillmann

Mitglieder der Frankfurter Nationalversammlung (MdFN) 1848/49 und des Stuttgarter Rumpfparlaments waren die Pfälzer:
- Rudolph Eduard Christmann, MdL
- August Ferdinand Culmann, Nachrücker
- Maximilian Glaß (vorzeitig abberufen)
- Gustav Adolf Gulden
- Georg Friedrich Kolb, MdL
- Joseph Martin Reichard
- Nikolaus Schmitt
- Friedrich Schüler, MdL
- Carl Alexander Spatz
- Franz Tafel, MdL
- Philipp Umbscheiden

### Weitere Mitglieder am Stuttgarter Rumpfparlament
- Theodor Berkmann
- Carl Adolph Ritter

## Landtagsabgeordnete
- Ludwig Greiner
- Philipp Heintz
- Philipp Hepp
- Adam Müller
- Ludwig Andreas Jordan
- Georg Jacob Stockinger
- Philipp Tillmann
- Friedrich Justus Willich

### Sonstige
MdL und Mitglied der Frankfurter Nationalversammlung für den Wahlkreis Günzburg in Bayern:
- Georg Jacob Stockinger

## Teilnehmer am Pfälzischen Aufstand 1849
Die Anklag-Akte enthält die Namen von 333 Revolutionären, das beigebundene [Verweisungs-]Urtheil, enthält neben diesen 333 Personen noch 71 weitere Namen.
Im Folgenden ist die führende Zahl die Nummer in der Anklag-Akte des Königl. General-Staatsprokurators der Pfalz.

### Mitglieder der Provisorische Regierung

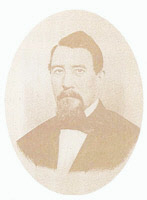
Joseph Martin Reichard (1869)

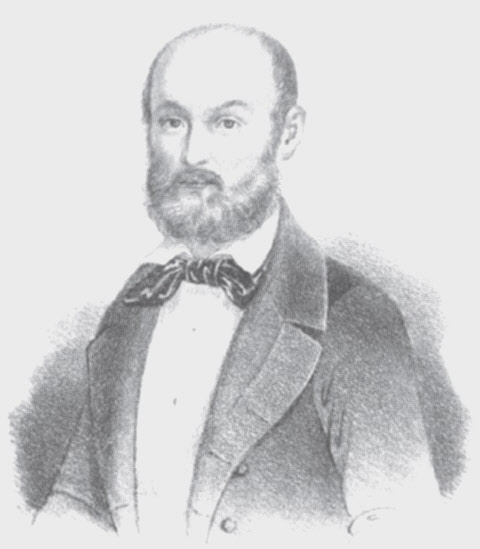
Gustav Struve

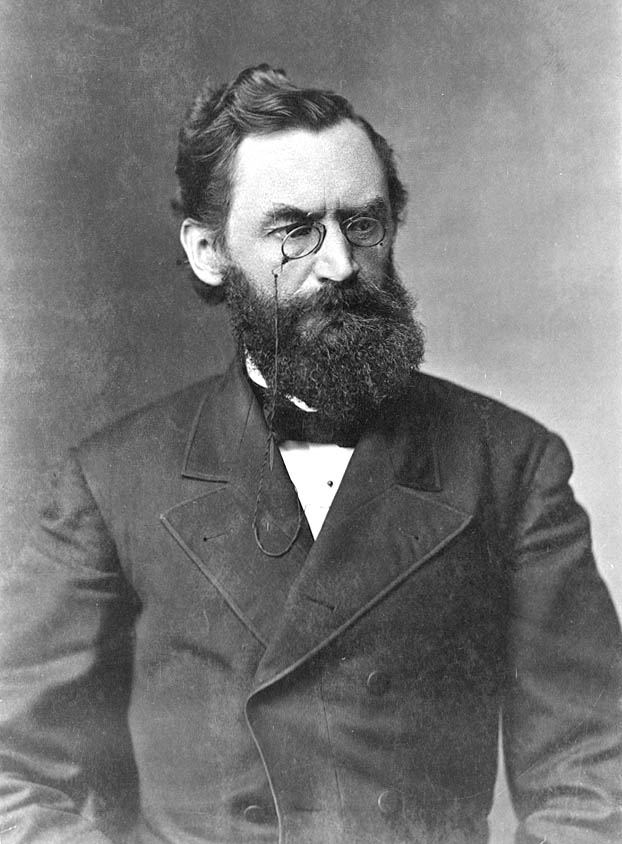
Carl Schurz

Die Provisorische Regierung der Rheinpfalz setzte sich wie folgt zusammen:
- 03 Joseph Martin Reichard, Präsident und Kriegsminister
- 07 Peter Fries, Justizminister
- 06 Dr. Ludwig Greiner, Außenminister
- 05 Dr. Philipp Hepp, Finanzminister
- 04 Nikolaus Schmitt, Innenminister

### Landesverteidigungsausschuss
- -- die Mitglieder der Provisorischen Regierung
- 08 August Ferdinand Culmann
- 01 Heinrich Didier
- 02 Carl Wilhelm Schmidt

### Teilnehmer des Aufstands in der Anklag-Akte
- 181 Fritz Anneke
- 182 Friedrich Beust
- 179 Ludwig Blenker
- 199 Ludwig Eckardt
- 093 Eduard Eppelsheimer
- 114 Hans Alfred Erbe
- 173 Daniel Fenner von Fenneberg
- 039 Georg Hamm
- 144 Peter Imandt
- 206 Ludwig Kalisch
- 238 Oskar Kieselhausen
- 035 Konrad Krez
- 020 Heinrich Loose
- 243 Ludwik Mierosławski
- 047 Jacob Müller
- 143 Victor Schily
- 184 Alexander Schimmelfennig
- 018 Friedrich Schüler
- 241 Reinhold Solger
- 033 Gustav Struve
- 190 Franz Sznayde
- 186 Gustav Adolph Techow
- 130 Franz Umbscheiden
- 060 Carl Wallau
- 196 August Willich

### Weitere Teilnehmer 1849
- Moritz Bolza
- Emil Dietzsch
- Friedrich Engels
- Ludwig Groß
- Mathilde Hitzfeld
- Gottfried Kinkel
- Daniel Friedrich Ludwig Pistor
- Carl Schurz
- August Thieme

## Todesurteile
Offiziere
- Theodor Fugger von Glött, k.b. Unterleutnant, Todesurteil vollstreckt
- Henrich Jacob von Fach, k.b. Junker, Flucht vor der Vollstreckung

Zivilisten, Todesurteil in Anwesenheit
- 022 Philipp Peter Schmidt, begnadigt zu Festungshaft und 20 Jahren Zwangsarbeit, 1859 entlassen
- 3 weitere

Todesurteile ohne Amnestie
- 018 Friedrich Schüler
- 161 Conrad Emil Haas
- ### acht Polen